# Prova ontologica
La prova ontologica (dal greco òntos, genitivo di òn, participio presente di eimì, essere) è una dimostrazione logica dell'esistenza dell'Essere. Per traslazione, nella scolastica divenne la dimostrazione a priori dell'esistenza di Dio.
Sin dal tempo dei presocratici si ebbero numerosi tentativi e confutazioni di prove ontologiche: pensiamo all'Essere di Parmenide, o al discorso di Socrate sugli dèi (che gli valse l'accusa di empietà). La maggior parte di simili argomenti si basavano sull'identità tra essere e pensare.

## Premesse
Parmenide fu il primo a porre la questione ontologica, sostenendo che il semplice fatto di pensare un qualunque oggetto dimostra per ciò stesso la sua esistenza. Basandosi sulla logica di non-contraddizione, l'Essere per lui necessariamente è, e non può non essere.
Secondo Platone, l'esistenza della dimensione ontologica è testimoniata dal fatto che le nostre conoscenze del mondo sensibile si basano su forme e modelli matematici che non trovano riscontro in esso, ma risultano da un processo di reminiscenza con cui giungono a risvegliarsi gradualmente nel nostro intelletto, e che egli chiama Idee.
Aristotele, partendo da una prospettiva più empirica, sosteneva che tutto si muove perché qualcosa lo muove: il corpo A è mosso dal corpo B che è mosso a sua volta dal corpo C, e così via. Secondo logica, la catena non può essere infinita, per cui all'origine vi è un Motore immobile: "motore" perché è la meta finale da cui tutto il resto è attratto, "immobile" perché è perfetto in se stesso e non ha bisogno di nient'altro al di fuori di sé.
Con Agostino l'Essere diventa il corrispettivo ontologico del Dio cristiano. La sua riflessione nasce dal fatto che non potremmo cercare Dio se non avessimo già in qualche modo la nozione della sua esistenza. Nel dubbio Dio già si rivela, come idea innata e come esigenza fondamentale del pensiero: «Il nostro cuore non ha pace finché non riposi in Te».

## La scolastica
Fu tuttavia con la tradizione scolastica, nella persona di Anselmo d'Aosta, che iniziò la vera ricerca di una prova ontologica. Egli, famoso per il "credo ut intelligam" del suo Proslogion e con quattro prove ontologiche a posteriori nel suo Monologion, diede il via ad una lunga tradizione, che vide impegnati Cartesio, Gottfried Leibniz, Immanuel Kant, Kurt Gödel.
L'argomento fu difeso da Duns Scoto, Cartesio, Malebranche, Spinoza e Rosmini; i suoi principali critici furono Kant e Tommaso d'Aquino.

### Anselmo d'Aosta

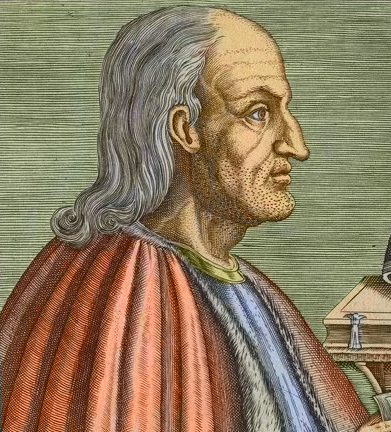
Anselmo d'Aosta

Anselmo d'Aosta (1033-1109), nel suo Proslogion (3,5) databile al 1077, formula la prima dimostrazione ontologica dell'esistenza di Dio (sebbene un analogo sia rinvenibile in Sant'Agostino, De doctrina christiana): ognuno, secondo Anselmo, persino lo stolto che «in cuor suo [pensa che] Dio non esiste», deve convincersi che sia pensabile intellettualmente qualcosa di immensamente grande, di cui non è possibile pensare alcunché di maggiore. Ammettiamo dunque che «ciò di cui non si può pensare il maggiore» esista nel solo intelletto, e non nella realtà; 
ma se è dunque nel solo intelletto, si può almeno pensare che esista anche nella realtà, il che sarebbe maggiore di quello che per definizione non poteva essere minore di nient'altro, poiché vi aggiungeremmo la fondamentale caratteristica della reale esistenza. Ne seguirebbe quindi una contraddizione: qualcosa sarebbe maggiore del più grande. A questo punto occorre ammettere che solo attribuendogli l'esistenza riusciremmo a pensarlo davvero come «il più grande», perché ciò che esiste è di necessità maggiore di quel che può essere semplicemente pensato come privo di consistenza:
(Proemio e nn. 1.15: 226; 235)
La prova di Anselmo è mentalista (o a priori), perché può essere compresa da chiunque con il semplice ausilio della propria mente e della propria interiorità; in effetti è da lui esposta per superare le obiezioni empiriche di cui soffriva la sua precedente argomentazione (a posteriori) dell'opera Monologion. Si tratta di un discorso rivolto contro l'insipiens, l'insipiente dei Salmi che affermava «Dio non esiste»; l'intento di Anselmo mira principalmente a dare prova della coerenza della fede in Dio, e non tanto a dimostrare come la dimensione ideale del pensiero corrisponda alla dimensione effettuale della realtà. Il suo argomento tuttavia sarà chiamato "ontologico", proprio nel senso che deduce o fa derivare effetti ontologici a partire da premesse concettuali.
Esso si basa in particolare sulla disputatio, cioè la versione scolastica del metodo dialettico socratico. Dovendo dimostrare l'esistenza di Dio, ovvero la Perfezione, l'ente primo, Anselmo non può procedere come in qualsiasi altro caso: deve infatti compiere una dimostrazione a priori (cioè che non si basi sui sensi), l'unica in grado di dimostrare il fondamento ontologico di ogni cosa. Procede quindi per assurdo: in tal modo può condurre la sua prova senza precedenti assiomi o teoremi, ma semplicemente basandosi sulla ragione e su due princìpi fondamentali: il principio di non contraddizione, che ci permette di distinguere il vero dal falso, secondo il principio aristotelico per cui se non si è coerenti non si dice nulla di significativo; e il principio del terzo escluso, secondo il quale, se ho una soluzione falsa, il suo opposto dev'essere per forza vero: non ho una terza via di scelta.
Intorno al 1070 il monaco francese Gaunilone (994-1083) contestò questa prova a priori nel suo Liber pro insipiente, con un argomento peraltro presentato come appendice al Proslogion di Anselmo, il quale la discute e risponde.
Secondo Gaunilone non ci si può fondare sull'esistenza nel pensiero per concludere l'esistenza nella realtà sensibile (si possono pensare cose impossibili), per cui la definizione di divinità presa da Anselmo o è dedotta da qualcosa d'altro (dato di rivelazione, quindi non è prova a priori) o è completamente arbitraria e quindi si pone il problema della stessa pensabilità della definizione.
In altri termini, egli obiettava che «se io penso un'isola perfettissima, allora questa esiste anche nella realtà?». Anselmo rispose che non si potevano porre sullo stesso piano Dio e un'isola, poiché questa prova è applicabile solo alla perfezione massima, ovvero Dio, «ciò di cui non si può pensare nulla di più grande».
La seconda obiezione di Gaunilone fu la seguente: «ammettendo che la prova di Anselmo sia valida, com'è possibile che la mente umana, limitata, riesca ad ospitare il pensiero dell'infinita figura di Dio?». Anselmo rispose che la sua prova definiva Dio soltanto attraverso la teologia negativa, negandogli cioè ogni difetto ed imperfezione, affermando soltanto che Dio è, ma non che cosa Egli è.

### Critica di Kant
Kant osservò che in nessuna delle cose a noi note l'esistenza è inclusa nelle essenze, e questo vale anche per Dio.

### La critica di s. Tommaso
San Tommaso operò una distinzione fra cose evidenti in sé e cose evidenti a noi. Affermò che l'esistenza di Dio è una cosa evidente in sé, mentre non è evidente al genere umano: essa è evidente agli angeli e alle anime dei defunti che possono vedere l'essenza divina, mentre non lo è ai viventi ai quali tale visione è preclusa. In altre parole, nella proposizione Dio esiste è evidente in sé il fatto che il soggetto e il predicato si identificano, poiché Dio si identifica col suo essere, ma il fatto che Dio sia a essere non è evidente al genere umano: pertanto, occorre dimostrare l'esistenza di Dio a partire da cose meno evidenti ma a noi note quali sono i suoi effetti:
(Summa contra Gentiles, I, 11; De veritate, q. 10, a. 12)
È nella  Summa Theologiae:
(ST' ' I, 2, 1)
(STI, 2,2)

### Tommaso d'Aquino

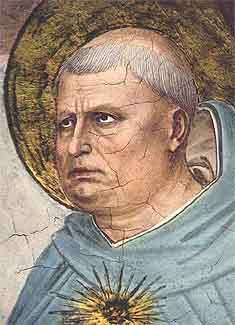
Tommaso d'Aquino

Mentre Anselmo d'Aosta procedeva a priori nella sua prova ontologica dell'esistenza di Dio, per Tommaso d'Aquino (1225-1274), invece, il fatto che Dio esista ci è dato anche dalla fede; egli cioè procede sia a priori che a posteriori. Una prova che sia solo a priori, infatti, è valida da un punto di vista assoluto, che è lo stesso di Dio; ma l'uomo, che vive in una dimensione relativa, ha bisogno di dati di partenza.
Tommaso quindi propone cinque vie, parlando esplicitamente di dimostrazioni: le sue argomentazioni sono teoremi matematicamente o logicamente dimostrati, e non solo cammini che permettono di intravedere con la ragione l'esistenza di Dio. Questo può essere facilmente verificato leggendo la sua Summa Theologiae in cui dice "L'esistenza di Dio, non essendo rispetto a noi evidente, si può dimostrare per mezzo degli effetti da noi conosciuti.
Per rendere valide le sue argomentazioni, Tommaso ricorre alle categorie aristoteliche di "potenza" e di "atto", alle nozioni di "essere necessario" e di "essere contingente" (desunte da Avicenna), ai gradi di perfezione (di stampo platonico) e alla presenza di finalità negli esseri privi di conoscenza.
- Prima via: "Ex motu":

- Seconda via: "Ex causa":

- Terza via: "Ex contingentia":

- Quarta via: "Ex gradu perfectionis":

- Quinta via: "Ex fine":

(Tommaso d'Aquino. Summa Theologiae, I, questione 2, articolo 3)

## Mulla Sadra
Mulla Sadra (1571 o 1572 – 1640) fu un filosofo islamico sciita iraniano che fu influenzato da precedenti filosofi musulmani come Avicenna e Sohravardi, così come anche dal metafisico sufi Ibn Arabi. Sadra esaminò gli argomenti di Avicenna a favore dell'esistenza di Dio, sostenendo che non erano a priori. Egli respinse l'argomento avicenniano sulla base del fatto che l'esistenza precede l'essenza, vale a dire che l'esistenza degli esseri umani è più fondamentale della loro essenza.
Sadra propose un nuovo argomento, noto come Argomento Seddiqin o Argomento dei Giusti. L'argomento tenta di provare l'esistenza di Dio attraverso la realtà dell'esistenza e di concludere con la necessità pre-eterna di Dio. In altri argomenti, la verità si ottiene da una fonte esterna, come in quello che muove dal possibile al necessario, dall'originato all'origine eterna, o dal movimento al motore immobile; nell'Argomento dei Giusti non c'è un termine intermedio diverso dalla verità. La sua versione dell'argomento ontologico può essere riassunta come segue:
1. C'è l'esistenza
2. L'esistenza è una perfezione al di sopra della quale nessun'altra perfezione può essere concepita
3. Dio è perfezione e perfezione nell'esistenza
4. L'esistenza è una realtà singolare e semplice; non c'è pluralismo metafisico
5. Quella realtà singolare è graduata d'intensità all'interno una scala di perfezione (quindi, negazione di un monismo puro).
6. Quella scala deve avere un punto limite, un punto di massima intensità e di massima esistenza.
7. Quindi, Dio esiste.

Mulla Sadra descrive questo argomento nella sua opera principale al-asfar al-arba'a [quattro viaggi] come segue:
(Asfar, vol. 6, pp. 14–16)

## Cartesio

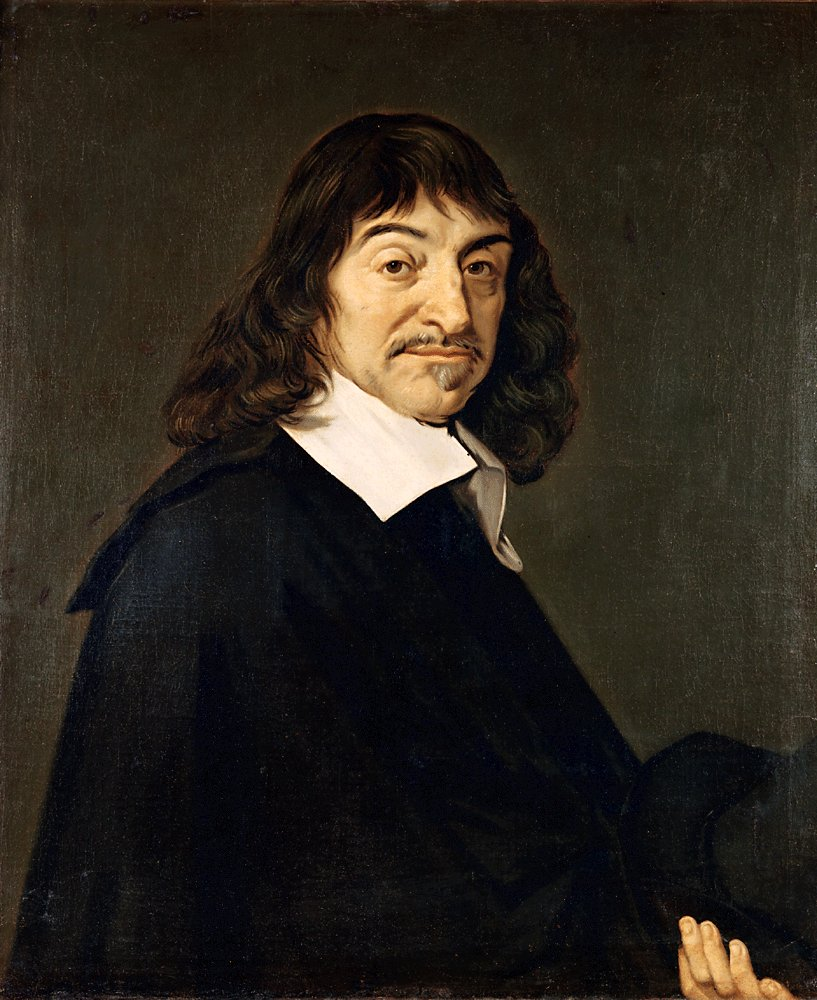
Cartesio

Cartesio, nella quinta delle Meditazioni Metafisiche, ripropose una prova analoga a quella di Anselmo anche se leggermente differente, utilizzandola come strumento al fine esclusivo di convalidare il suo Cogito ergo sum. Per Dio egli intende «una sostanza infinita, indipendente, sommamente intelligente, sommamente potente», ovvero la «somma di tutte le perfezioni» la cui idea è «innata» nell'intelletto ed improducibile da esso stesso al pari dell'idea di infinito attuale. Se Dio assomma tutte le perfezioni, contenute in sé come note di un concetto, non può mancare dell'esistenza; se non esistesse, sarebbe meno perfetto della perfezione che gli era stata accordata. Pensare un Dio perfettissimo manchevole dell'attributo dell'esistenza è contraddittorio, dice Cartesio, «come pensare un monte senza valle».
Dopo Cartesio, Spinoza argomenterà che la ragione per cui Dio esiste si trova in Dio stesso (prova a priori), mentre l'uomo, non avendo in sé la propria ragion d'essere, esiste per volere di un ente necessario (prova a posteriori). A differenza dunque di Cartesio, che si era arenato in un ragionamento circolare (Dio gli garantiva la certezza di sé che gli serviva a sua volta per dimostrare Dio), Spinoza pone proprio la prova ontologica, e non il cogito, a fondamento di tutto.
Anche per Leibniz quella di Cartesio era una forma di arroganza, che riduceva l'esistenza di Dio a una conseguenza della propria personale coscienza di esistere. Per Leibniz, invece, non basta che Dio sia una possibilità del proprio pensiero, ma occorre dimostrare che la Sua possibilità è necessaria a priori, come condizione dell'esistenza di ogni altra monade. Poiché Dio rappresenta la possibilità stessa che qualcosa esista, la Sua esistenza non può essere una semplice eventualità priva di consistenza. Una tale possibilità deve potersi fondare su un'esistenza effettiva già in atto, perché senza di questa nient'altro esisterebbe. Dio, pertanto, è aristotelicamente l'atto puro a cui tutto anela, perché in Lui la possibilità di essere giunge a coincidere con la necessità.

## David Hume
Il filosofo empirista scozzese David Hume asserì che un ragionamento aprioristico non può dimostrare l'esistenza di nulla. Nei suoi Dialoghi sulla religione naturale, il personaggio Cleante propone la propria critica:
(David Hume, Dialoghi sulla religione naturale, a cura di Gianni Paganini, testo inglese a fronte, Milano, BUR Rizzoli, 2013, Parte IX, p. 294)
Hume suggerì anche che, dal momento che non possediamo un'idea dell'esistenza (a parte ciò che è parte delle nostre idee delle altre cose), non possiamo affermare che l'idea di Dio implichi l'esistenza. Qualsiasi concezione abbiamo di Dio, Egli può essere concepito sia come esistente che come non esistente. Egli credeva che l'esistenza non fosse una qualità (o una perfezione) tale che un essere perfetto dovesse necessariamente esistere. Affermò che non vi è quindi contraddizione nel negare l'esistenza di Dio. Sebbene questa critica fosse diretta contro l'argomento cosmologico, come quella di Samuel Clarke nelle Boyle Lectures (Being and Attributes of God) del 1704, essa fu applicata anche all'argomento ontologico.

## Kant

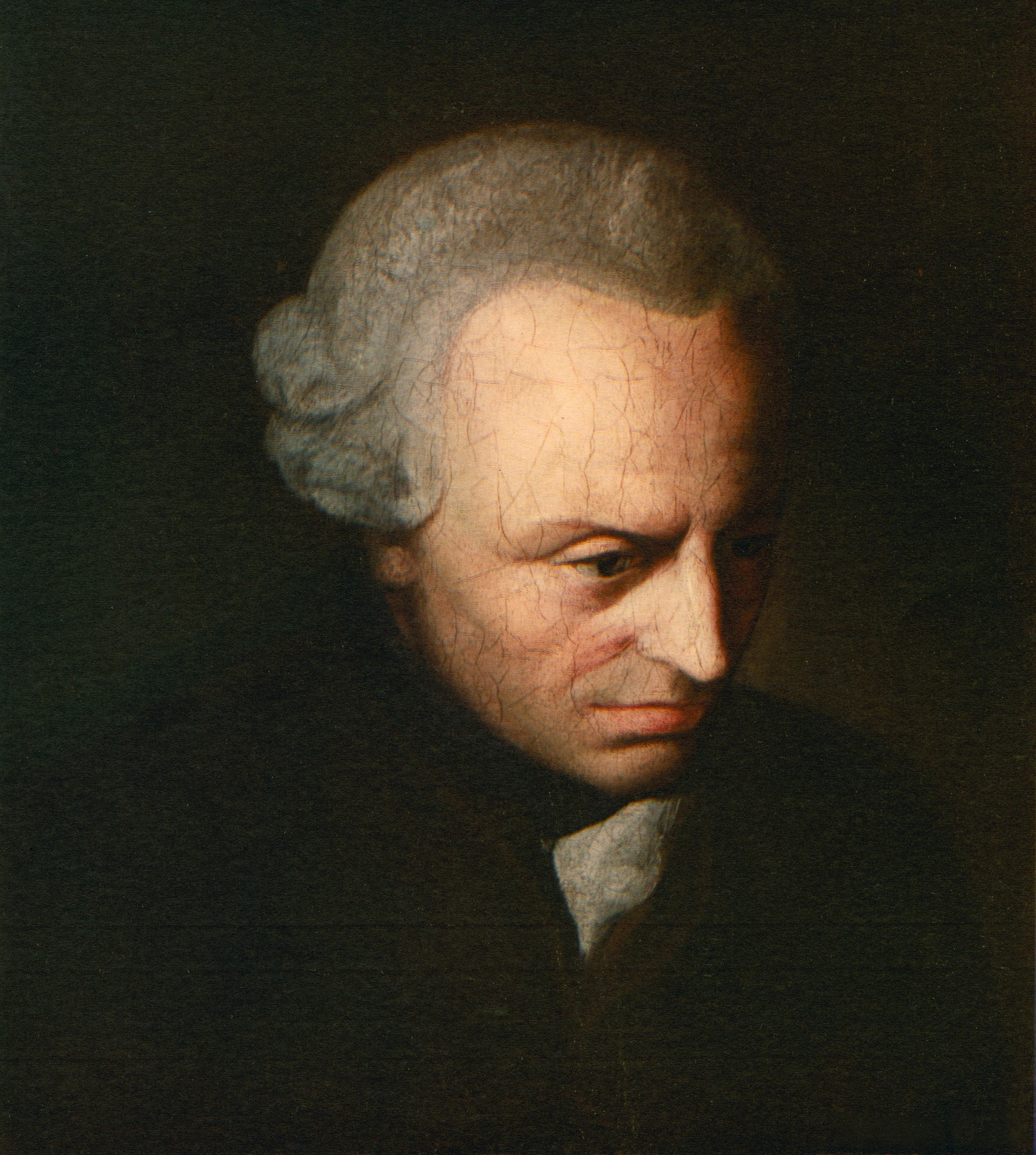
Immanuel Kant

Kant ha cercato di dimostrare l'inconsistenza di una prova ontologica basata su questi presupposti, occupandosene nella Dialettica trascendentale, dove distingue tre generi di prove: ontologica, cosmologica e fisico-teologica.
- La prova ontologica presume, secondo Kant,[13] di poter pervenire dalla semplice idea di qualcosa alla sua esistenza reale, prescindendo dal dato di esperienza. Egli immagina in proposito, in maniera piuttosto ironica, di avere in tasca cento talleri e di pensarne cento: quelli che lui pensa dovrebbero essere meno di quelli che ha in tasca, poiché ciò che è pensato è meno perfetto di ciò che è esistente. Ma pur continuando a pensarne cento, non per questo ne avrebbe di più in tasca. E quindi è per lui impossibile una prova di questo genere.
- La prova cosmologica cerca di partire da un dato reale per risalire, di causa in causa, al Principio primo da cui tutto dipende. In tal modo però si ricade nell'argomento ontologico, da lui già confutato, identificando la Causa prima con l'Essere divino, quando invece la categoria di causalità si può applicare legittimamente solo all'ambito dei fenomeni sensibili.
- La prova teleologica infine presuppone, sulla base della concezione induttivista newtoniana, che esista un artefice dell'universo responsabile dell'ordine logico vigente al suo interno. Ma quest'ordine può essere studiato solo nei suoi aspetti intrinseci, senza nulla poter dire su un Ordinatore esterno, per ammettere il quale si dovrebbe ricorrere ancora una volta alla prova ontologica. Dio perciò è soltanto un ideale regolativo, non costitutivo, a cui la ragione, nel suo anelito ad un sapere totalizzante, assegna erroneamente un contenuto conoscitivo.

Il criticismo di Kant partiva in effetti dal presupposto che l'essere non fosse una qualità autonoma, ma soltanto una copula, un attributo assegnato dall'io ad ogni giudizio sintetico riguardante esclusivamente l'esperienza empirica. Questa concezione fu criticata da alcuni suoi contemporanei, i quali fecero notare che quella di Kant era un'instabile teoria della conoscenza, basata su un soggettivismo arbitrario, che impediva, ad esempio, di usare il concetto di essere nel suo valore ontologico, snaturandolo e restringendolo all'ambito dei fenomeni sensibili. Per Fichte, che pure mantiene un'impostazione critico-trascendentale, era illogico ammettere come faceva Kant che l'intuizione intellettuale, ossia lo strumento filosofico per eccellenza con cui poter dedurre l'essere dall'idea, non avesse valore. Così anche per Schelling l'Essere non è un semplice attributo, ma ha invece una sua propria realtà ontologica, costitutiva del pensiero stesso dell'io; quest'ultimo infatti si dà un oggetto per esercitare la propria attività, perché altrimenti non potrebbe esistere un pensiero senza contenuto. Non l'essere come apparenza fenomenica, ma l'essere come risultato reale di una tale attività inconscia rappresenta il limite e al contempo la condizione stessa del criticismo, che diventa così idealismo trascendentale.
Su queste basi l'ultimo Schelling riformulò la prova dell'esistenza di Dio, per lui conoscibile logicamente solo per viam negationis, tramite cioè una conoscenza puramente logica che serve però alla ragione ad aprirsi al sapere positivo e rivelato della fede.
Hegel fu poi il più critico di tutti nei confronti di Kant, contestandogli di anteporre la critica della conoscenza alla conoscenza stessa, creando una distinzione fasulla tra il conoscere l'oggetto e i modi del conoscere: 
(Hegel, Enciclopedia delle scienze filosofiche in compendio. Volume Iː Scienza della Logica, a cura di Valerio Verra, Torino Utet, 1981, Introduzione, § 10)

## Gödel
In seguito, anche Gödel concepì l'Essere come una proprietà necessaria e costitutiva in sé e per sé, da porre a fondamento del pensiero logico e dell'ordine matematico dell'universo; da qui la sua ontologischer Beweis, ossia la dimostrazione dell'esistenza di Dio, che parte da cinque assiomi e si avvale di un rigoroso teorema logico-formale. La chiave dell'argomentazione gödeliana, che è un raffinamento della dimostrazione di Leibniz, sta nella definizione di Dio come l'insieme di tutte le perfezioni possibili, altrimenti dette proprietà positive, le quali soddisfano le seguenti condizioni (o assiomi) di partenza:
- la proprietà vuota (cioè non soddisfatta da nessun elemento) non è una proprietà positiva;
- l'intersezione di due proprietà positive è una proprietà positiva (se «lungo» e «rosso» sono positive, anche «lungo e rosso» lo è);
- data una proprietà non vuota, o la proprietà stessa o la sua complementare è positiva (se «lungo» non è positiva, allora «non lungo» lo è, e viceversa);
- una proprietà maggiore (soddisfatta da più elementi) di una proprietà positiva è positiva (se «lungo e rosso» è positiva, anche «lungo» lo è).

Una volta stabilite queste condizioni, si può dare una definizione di Dio basata su di esse:
- Dio è un essere che ha tutte le proprietà positive.[17]

Si ottiene il primo seguente risultato:
- Se il mondo è finito, allora Dio esiste ed è unico.

Infatti, in un mondo finito, tutte le proprietà sono un numero finito, quindi in particolare c'è un numero finito di proprietà positive. Intersecando la prima con la seconda, poi la loro intersezione con la terza e così via, in un numero finito di passi arriviamo alla proprietà «T» uguale all'intersezione di tutte le proprietà positive, che risulta ancora una proprietà positiva. Essendo positiva, «T» non è vuota, cioè esiste un elemento D che la soddisfa: tale elemento soddisfa tutte le proprietà positive per costruzione, cioè D è Dio. Dato che Dio esiste, non possiede la proprietà di non essere se stesso; la proprietà «non essere Dio» è non positiva, dunque «essere Dio» è positiva: perciò qualsiasi altro elemento E che possieda tutte le proprietà positive deve necessariamente coincidere con Dio.
L'argomento ontologico vero e proprio, esteso ad un numero qualsiasi (anche infinito) di proprietà positive, è il seguente:
- Se «essere Dio» è una proprietà positiva, allora Dio esiste ed è unico.

Infatti, se un elemento soddisfa la proprietà di «essere Dio», per definizione di Dio soddisfa qualsiasi proprietà positiva, dunque soddisfa «T», cioè «T» è maggiore di «essere Dio»; essendo la seconda positiva per ipotesi, anche «T» è positiva, dunque non vuota: esiste un elemento D che la soddisfa, cioè Dio esiste (l'unicità di Dio si ricava come sopra).

Con la condizione sulle proprietà maggiori si ottiene anche che:
- Le proprietà positive sono tutte e sole quelle possedute da Dio.

Dio possiede, infatti, ogni proprietà positiva per definizione. Viceversa, se una proprietà è posseduta da Dio, allora è maggiore o uguale alla proprietà positiva «essere Dio» (soddisfatta da un unico elemento), dunque è positiva anch'essa.
Il lavoro di Gödel vuole mostrare come viene ricavata l'esistenza di Dio partendo, alternativamente, da due ipotesi più "deboli" (la finitezza del mondo o la positività di essere Dio) per giungere all'insieme di tutte le perfezioni possibili. E per Gödel non è logicamente plausibile ammettere la possibilità di un unico Essere provvisto di tutte le "proprietà positive", tra cui la stessa esistenza, senza attribuirgli una realtà effettiva, perché ciò sarebbe una palese contraddizione in termini.
La sua prova, riscoperta dieci anni dopo la sua morte, ha anche acceso un ampio dibattito circa la possibilità di un impiego delle tecniche di logica modale nella teologia razionale.
Tra le critiche nei suoi confronti invece, il matematico Piergiorgio Odifreddi, sostenendo che il Dio di Gödel sarebbe immanente e non trascendente, gli ha contestato come i cinque assiomi sarebbero molto vicini alla tesi da dimostrare, per cui «non è difficile dimostrare un risultato assumendolo (quasi) come ipotesi».
Roberto Magari ha sostenuto la fragilità in particolare dell'assioma per cui se una proprietà non è positiva lo è la sua negazione e viceversa. Sostituendo questo assioma con uno più debole e plausibile, che si limiti cioè a proibire che una proprietà e la sua negazione siano entrambe positive, lasciando invece la possibilità che entrambe non siano positive, si lascia aperta la possibilità che non esistano enti necessariamente esistenti e quindi, in definitiva, il teorema finale si riduce all'affermazione “Dio può esistere, ma può anche non esistere”. È quindi necessario assumere il secondo assioma come lo ha enunciato Gödel, per quanto poco plausibile esso possa essere.

## La prova ai giorni nostri
Le prove ontologiche sono tuttora oggetto di studio e di indagine.
Il contributo centrale degli ultimi decenni è stato dato dal filosofo statunitense Alvin Plantinga che ha fornito una complessa ricostruzione dell'argomento in termini modali. Tra gli altri, lo studioso Giacomo Samek Lodovici, in uno scritto dichiaratamente divulgativo, ha rivalutato la quinta via di San Tommaso d'Aquino, confutando le obiezioni che le erano state mosse da Kant e da altri, e mettendo in rilievo come, a suo modo di vedere, essa sia la dimostrazione di Dio più chiara ed efficace che mai sia stata proposta.
Una ricerca della Stanford University pubblicata nel 2011 ha applicato all'argomento di Sant'Anselmo PROVER9, un software utilizzato dai matematici per dimostrare una tesi con metodo deduttivo, dato un sistema di assiomi.
Il programma di teologia computazionale è riuscito ad accertare la correttezza formale del ragionamento e a ridurre le premesse necessarie da tre a una.